# III Congresso del Partito Operaio Socialdemocratico Russo
Il III Congresso del Partito Operaio Socialdemocratico Russo (POSDR) si tenne a Londra dal 25 aprile al 12 maggio 1905.

## I lavori
Dopo la frattura registrata al II Congresso del 1903 tra le correnti bolscevica e menscevica, gli esponenti di quest'ultima rifiutarono l'invito di Lenin a cercare di dirimere lo scontro in sede congressuale. Alle riunioni del massimo organo del partito presero parte quindi esclusivamente esponenti dell'ala bolscevica, che poterono confermare il proprio controllo sugli organismi dirigenti.
Nel Comitato centrale furono eletti Leonid Krasin, Lenin, Dmitrij Postolovskij e Aleksej Rykov, mentre qualche mese più tardi vi sarebbe stato cooptato anche Aleksandr Bogdanov.
Il Congresso provvide anche ad emendare il primo articolo dello Statuto del partito portandolo alla formulazione proposta da Lenin, che richiedeva ai membri del partito la partecipazione attiva ad una delle sue organizzazioni, a differenza di quella voluta da Julij Martov e approvata nel 1903, che accettava la presenza nel partito di tutti coloro che collaborassero con una delle sue organizzazioni, anche senza farne parte direttamente. Con le nuove modifiche, lo Statuto si conformava all'idea di Lenin, che sosteneva la necessità di un partito d'avanguardia, snello e composto di rivoluzionari di professione.
L'assemblea sancì inoltre la nascita di una nuova pubblicazione ufficiale, Proletarij (lett. Il proletario).